# Raquel Rodríguez
Raquel Rodríguez Cedeño (* 28. Oktober 1993 in San José) ist eine costa-ricanische Fußballspielerin.

## Karriere

### Verein
In ihrer Heimat trug Rodríguez das Trikot der Frauenmannschaft des CD Saprissa. Während ihres Studiums an der Pennsylvania State University spielte sie von 2012 bis 2015 für die dortige Universitätsmannschaft der Penn State Nittany Lions. Nachdem Rodríguez mit den Nittany Lions die NCAA-Meisterschaft 2015 gewonnen hatte, erhielt sie die Hermann Trophy, die höchste Auszeichnung im nordamerikanischen Hochschulfußball. Am 15. Januar 2016 wurde sie im Rahmen des NWSL-College-Drafts in der ersten Runde an Position zwei von der Franchise des Sky Blue FC verpflichtet. Zur Saison 2017/18 wechselte Rodríguez leihweise zum australischen Erstligisten Perth Glory. Im Januar 2020 wurde Rodríguez vom Frauenfußballfranchise Portland Thorns FC unter Vertrag genommen. Nach vier Jahren wechselte Rodríguez im Januar 2024 für 275.000 Dollar zum Angel City FC in Kalifornien.

### Nationalmannschaft
Rodríguez nahm im Nachwuchsbereich unter anderem an der U-17-Weltmeisterschaft 2008 und der U-20-Weltmeisterschaft 2010 teil und kam dort jeweils in drei Gruppenspielen zum Einsatz.
2012 debütierte sie in der costa-ricanischen A-Nationalmannschaft. Mit dieser qualifizierte sich Rodríguez erstmals für die Weltmeisterschaft 2015. Dort erzielte sie am 9. Juni beim Gruppenspiel gegen Spanien (Endstand 1:1) das erste WM-Tor Costa Ricas und wurde als Spielerin des Spiels ausgezeichnet. Nach einem weiteren Unentschieden gegen die Auswahl Südkoreas sowie einer knappen 0:1-Niederlage gegen Brasilien schied Costa Rica nach der Gruppenphase aus.

## Privates
Rodríguez’ Vater Sivianni Rodríguez war ebenfalls professioneller Fußballspieler und unter anderem beim CS Herediano aktiv.

## Auszeichnungen
- 2015: Hermann Trophy